# 帕默利山
帕默利山（英語：Parmelee Massif），是南極洲的山峰，位於帕爾默地東岸，在1974年由美國地質調查局繪入地圖，以該國研究隊的生物學家命名，現時由南極條約體系管理。